# مستحضر لوكستورنا (فورتيجين نيباروفوفيك)
 مستحضر لوكستورنا (فورتيجين نيباروفوفيك) هو علاج جيني جديد لعلاج فقدان البصر الوراثي الذي قد يؤدي إلى العمى .  تم تطويره من قبل Spark Therapeutics ومستشفى الأطفال في فيلادلفيا .   هذا هو العلاج الجيني الأول الذي وافقت عليه إدارة الأغذية والعقاقير. 
ويعد لوكستورنا أول علاج جيني يستهدف مرضاً ناجماً عن طفرات في جين محدد، وتمت الموافقة على لوكستورنا لعلاج المرضى البالغين والأطفال الذين يعانون من فقدان البصر بسبب حثل الشبكية الوراثي الناجم عن حدوث طفرات في جين (RPE65)، إذ تمنع هذه الطفرات الجسم من إنتاج أحد البروتينات الضرورية للرؤية ما يؤدي إلى فقدان البصر والعمى في نهاية المطاف

## دراسة سريرية
بناء على دراسة سريرية من الدرجة الثالثة أجريت على 31 مشاركا تم من خلالها قياس معدل التغيير والتحسن في قدرة المريض على تتبع والتنقل في مسار محدد في درجات مختلفة من الإضاءة، ولوحظ أن الرؤية تحسنت لدى المرضى الذين استعملوا المستحضر لوكستورنا من خلال القدرة على التنقل وتتبع المسار المحدد في درجات إضاءة منخفضة، ومن أكثر الأعراض الجانبية شيوعاً لمستحضر لوكستورنا: احمرار في العين، تكون المياه البيضاء (اعتام عدسة العين)، ارتفاع ضغط العين وتكون رواسب تحت الشبكية. وتبقى المنافع المرجوة من مستحضر لوكستورنا تفوق المخاطر المحتملة.

## التواجد الحالي
جرى تسجيل مستحضر لوكستورنا في الجهات الرقابية المرجعية في كل من أميركا والإتحاد الأوروبي في أواخر عام 2018، وبناء على ذلك واففت الهيئة العامة للغذاء والدواء السعودية على تسجيل عقار لوكستورنا وهوأول عقار جيني لعلاج فقدان البصر
ويتوفر هذا العقار الجيني في مستشفى الملك فيصل التخصصي ومركز الابحاث بالرياض حيث تعد المملكة العربية السعودية خامس دوله على مستوى العالم توفر هذا العلاج 

## الكيمياء والإنتاج
المادة الفعَّالة في عقار لوكستورنا (فورتيجين نيبارفوفيك) هي فيروس معدّل يحتوي على نسخة نشطة من جين (RPE65) عقب الحقن، يتم نقل هذا الجين إلى خلايا الشبكية، وهي الطبقة الموجودة في الجزء الخلفي للعين التي تتعرف على الضوء، ما يتيح للشبكية إنتاج البروتينات الضرورية للرؤية، ولا يتسبب الفيروس المُستخدم لنقل الجين بأي مرض للبشر، ويتم إعطاء لوكستورنا في المستشفى تحت التخدير في غرفة العمليات من قبل جراحين متخصصين في جراحة الشبكية، ويأخذ المريض جرعة واحدة في كل عين في يومين منفصلين بحيث تكون الفترة بين العمليتين 6 أيام على الأقل، ويحقن المستحضر مباشرة تحت الشبكية.

## التاريخ
عمل الباحثان المتزوجان جان بينيت وألبرت ماجوير، من بين آخرين، على مدى عقود في دراسات العمى الخلقي، وبلغت ذروتها بالموافقة على علاج جديد، لوكستورنا . 
منحت حالة الدواء اليتيم لداء الليبر الخلقي والتهاب الشبكية الصباغي .   تم تقديم طلب ترخيص بيولوجي إلى إدارة الأغذية والعقاقير في يوليو 2017 مع مراجعة الأولوية .  تم نشر نتائج المرحلة الثالثة من التجارب السريرية في أغسطس 2017.  في 12 أكتوبر 2017 ، أوصت لجنة استشارية رئيسية لإدارة الغذاء والدواء (FDA) ، المؤلفة من 16 خبيرًا، بالإجماع بالموافقة على العلاج.  وافقت إدارة الاغذية والعقاقير الأمريكية المخدرات في 19 ديسمبر 2017. بموافقة، تلقى Spark Therapeutics قسيمة مراجعة أولوية مرض الأطفال . 
وقعت أول عملية بيع تجاري لـ فورتيجين نيباروفوفيك - وهي الأولى لأي منتج لعلاج الجينات في الولايات المتحدة - في مارس 2018.   تم الإعلان عن سعر العلاج بمبلغ 425,000 دولار لكل عين. 